# Even in Darkness
Even in Darkness ist das bisher einzige Album der aus Atlanta stammenden Hip-Hop-Supergroup Dungeon Family. Bis auf den letzten Song ist fast ausschließlich die „Erste Generation“ auf dem Album vertreten.

## Veröffentlichung
Even in Darkness wurde im November 2001 knapp ein Jahr nach dem endgültigen Durchbruch von OutKast, die Teil der Dungeon Family sind, veröffentlicht, um ihre dadurch gestiegene Bekanntheit zu nutzen. Allerdings erschien kurz darauf ein Best-Of-Album von OutKast, welches vom Plattenlabel LaFace stärker promoted wurde als Even in Darkness. Mit Rang 42 der Billboard Charts konnte es dann auch nicht an deren Erfolge anknüpfen. Die Single Trans DF Express konnte sich nicht in den Charts platzieren.

## Titelliste
1. Intro/Presenting Dungeon Family
  - Produziert von ET3 (OutKast und Mr. DJ)
  - Vocals von Backbone und Killer Mike
2. Crooked Booty
  - Produziert von ET3
  - Vocals von Cee-Lo, André 3000, Sleepy Brown und Khujo
3. Follow the Light
  - Produziert von Organized Noize
  - Vocals von Sleepy Brown, Big Boi und Big Gipp
4. Trans DF Express
  - Produziert von Organized Noize
  - Vocals von André 3000, Cee-Lo, Big Gipp, Backbone und Big Boi
5. On & On & On
  - Produziert von ET3
  - Vocals von Big Gipp, Big Boi, T-Mo, Witchdoctor und Khujo
6. Emergency
  - Produziert von Organized Noize
  - Vocals von Big Gipp, Mello und Backbone
7. Forever Pimpin' (Never Slippin')
  - Produziert von Organized Noize
  - Vocals von Cool Breeze
8. 6 Minutes (Dungeon Family It's On)
  - Produziert von Organized Noize
  - Vocals von Big Rube, Big Boi, Big Gipp, Witchdoctor, Khujo, T-Mo, Backbone und Cee-Lo
9. White Gutz
  - Produziert von Organized Noize
  - Vocals von Big Boi, Bubba Sparxxx, Big Gipp, Khujo, Cee-Lo und Sleepy Brown
10. Rollin’ featuring Society of Soul
  - Produziert von Organized Noize
  - Vocals von André 3000, Sleepy Brown, Big Rube und Cee-Lo
11. They Comin’
  - Produziert von ET3
  - Vocals von T-Mo und Khujo
12. Excalibur
  - Produziert von Organized Noize
  - Vocals von Big Gipp, Big Rube, Cee-Lo und Khujo
13. What Iz Rap?
  - Produziert von Organized Noize
  - Vocals von Witchdoctor und Big Rube
14. Curtains (2nd Generation)
  - Produziert von Organized Noize
  - Vocals von Killer Mike, Lil' Brotha, ChamDon, BlackOwned C-Bone, Concrete, Blvd. International, Supa Nate und Slim Cutta Calhoun

## Kritiken
Das Album wurde überwiegend positiv rezensiert und oft, ähnlich wie Stankonia, mit den P-Funk Werken George Clintons verglichen. Laut der Neuen Zürcher Zeitung gehöre Clinton „zu den wenigen, die ähnlich weit in die musikalische Zukunft und Vergangenheit vorzudringen vermögen wie die Dungeon Family.“

„„Even In Darkness“ knüpft dort an, wo „Stankonia“, das brillante letztjährige Album von Outkast, aufgehört hat. Es ist eine epische futuristische Funk-Produktion, die den Bogen von Gospel bis zu modernster Elektronik spannt und die üblichen Parameter von Hip-Hop oder R'n'B weit hinter sich lässt. Es gibt hier nichts, was sich als „minimal“ bezeichnen liesse. Und wenn heute ein ausgedehntes Stöhnen über einem Beat oft bereits als Lied verkauft wird, so herrscht auf diesem Album barocke Opulenz. Ausgefeilte Strukturen und unzählige klangliche Ressourcen werden mit verschlungenen Rhythmen und druckvoller Instrumentierung verknüpft.“

Der All Music Guide gibt dem Album lediglich drei von fünf Punkten aufgrund des fehlenden „Ms. Jackson-quality songwriting“s, allerdings wird, neben den Raps der Mitglieder, die Produktion gelobt und Even in Darkness daher trotzdem als eines der kreativsten Rap-Alben, die 2001 veröffentlicht wurden, angesehen.

„(…) despite the wealth of talent on Even in Darkness, you can't help feeling a little disappointed -- the end result isn't quite equal to the sum of its parts. (…) as wonderful as this album's production is, the songwriting is lacking. Everyone wants to rap on this album -- over a dozen Family members, to be precise -- but no one seems interested in writing songs.“

RapReviews.com lobt das Album und gibt ihm neun von zehn möglichen Punkten.

„The hallmark of this album is soul - no matter which song you are listening to, the deep funk of it seeps through the headphones and envelops you like a fog. (…) [They] prove that there's no reason that shaking your ass and freeing your mind shouldn't go together in the same track at the same time.“

„Most hip-hop posse albums are more neighborhood charity projects than all-star jam sessions, but Even in Darkness is a great success, every bit as cohesive (and at least as good) as the latest release by a certain Staten Island confederation of roughly equal size.“